# Vanzosaura multiscutata
Espèce
Synonymes
- Gymnophthalmus multiscutatus Amaral, 1933

Vanzosaura multiscutata est une espèce de sauriens de la famille des Gymnophthalmidae.

## Répartition
Cette espèce est endémique du Brésil. Elle se rencontre dans les États de Bahia, du Pernambouc, du Ceará, d'Alagoas, du Paraíba, du Piauí et du Sergipe.

## Description
Les mâles mesurent jusqu'à 37,6 mm de longueur standard et les femelles jusqu'à 38,0 mm.

## Taxinomie
Cette espèce a été relevée de sa synonymie avec Vanzosaura rubricauda par Recoder, Pinho-Werneck, Texeira Jr, Colli, Sites & Rodrigues en 2014.

## Publication originale
- Amaral, 1933 "1932" : Estudos sobre Lacertilios neotropicos. I. novos generos e especies de largartos do Brasil. Memorias do Instituto Butantan, vol. 7, p. 51-75.